# Franz Curti
 (décembre 2008).
Si vous disposez d'ouvrages ou d'articles de référence ou si vous connaissez des sites web de qualité traitant du thème abordé ici, merci de compléter l'article en donnant les références utiles à sa vérifiabilité et en les liant à la section « Notes et références ».
Franz Curti, né le 16 novembre 1854 à Cassel et mort le 6 février 1898 à Dresde, est un compositeur suisse.

## Biographie
Membre d'une famille aisée de Rapperswil, il est le fils de Anton Curti, chanteur d’opéra et créateur de rôles de Wagner avec qui il reçoit une éducation musicale germanique complète (piano, violon,chant) et voyage beaucoup. Il exerce une activité de dentiste à Dresde parallèlement à une intense activité de composition. 
Presque toutes ses œuvres sont éditées et jouées dans les divers centres musicaux d'Allemagne et de Suisse alémanique. Il compose en particulier de nombreuses œuvres vocales pour chœurs et plus de huit opéras dont Lili-Tsee donné à Vienne et au Metropolitan Opera de New York pendant plus de 30 représentations. Il utilise, dans ses livrets, diverses légendes des Alpes, contribuant à l'animation musicale helvétique de la fin du XIXe siècle.
Une grande partie de ses compositions éditées stockées à Dresde souffriront des destructions de la deuxième guerre mondiale.